# Пушкинский (Оренбургская область)
Пу́шкинский — посёлок в Красногвардейском районе Оренбургской области. Административный центр Пушкинского сельсовета.

## История
В 1966 году указом Президиума Верховного Совета РСФСР посёлок центральной усадьбы совхоза имени Пушкина переименован в Пушкинский.

## Население
| 2010 |
| ---- |
| 628  |

Проживают башкиры.

## Улицы
- ул. Абдульевская,
- ул. Новая,
- ул. Парковая,
- ул. Пушкинская,
- ул. Центральная.